# Irisbus Citelis
Irisbus Citelis — серия городских автобусов, выпускавшихся французской компанией Irisbus с 2005 по 2013 год.

## История
Первый прототип был представлен в 2005 году в качестве преемника модели Irisbus Agora. Каждая модель выпускалась в трёх вариантах: Citelis 10 и Citelis 12, которые представляют собой одиночные автобусы длиной соответственно 10 м (33 фута) и 12 м (39 футов), и сочленённый Citelis 18 длиной 18 м (59 футов). В моделях Citelis используются двигатели Евро-4, Евро-5 и EEV. На шасси автобусов также производили троллейбусы, известные как  Škoda 24Tr Irisbus (12 м) или Škoda 25Tr Irisbus (18 м).

## Вытеснение
В 2013 году на смену Irisbus Citelis пришёл Iveco Urbanway.